# Александр Барт
Алекса́ндр Барт (фр. Alexandre Barthe; нар. 5 березня 1986, Авіньйон, Воклюз, Франція) — французький футболіст, захисник футбольного клубу «Лудогорець». Також відомий виступами за футбольні клуби «Сент-Етьєн», «Родез» та «Литекс». У складі цих клубів Александр чотири рази ставав чемпіоном Болгарії, по два рази вигравав кубок Болгарії та суперкубок Болгарії, а також став золотим призером аматорського чемпіонату Франції.

## Життєпис

### Клубна кар'єра
Александр Барт народився 5 березня 1986 року у французькому місті Авіньйон, що у департаменті Воклюз. Виховувався у футбольному клубі «Сент-Етьєн», де й розпочав свою кар'єру. Там Александр з 2004 по 2006 рік грав у юнацькому складі клубу. 2006 року французького захисника запросив на перегляд футбольний клуб «Дербі Каунті», де футболіст провів один товариський матч із «Ноттс Каунті». Хоч Александр і сподобався англійця, але через фінансові проблеми клубу трансфер влаштувати не вдалося. У 2006 році Барт перейшов до футбольного клубу «Родез» з однойменного міста, що виступав в аматорському чемпіонаті Франції. Перейшовши до клубу, Александр у першому ж сезоні разом із командою здобув перше місце у чемпіонаті, що дозволило їм перейти до третьої ліги французького чемпіонату. Всього у складі «Родеза» французький футболіст провів 74 матчі та забив 9 м'ячів.
У 2008 році француз переїхав до міста Ловеч, де підписав чотирьохрічний контракт з місцевим футбольним клубом «Литекс». Свій дебютний матч молодий футболіст провів 9 серпня 2008 року проти столичної «Славії». Матч завершився з рахунком 3:0 на користь «Литекса». У першому ж сезоні «жовтогарячі» виграли кубок країни, а наступні два сезони команда ставала чемпіоном країни. Всього у складі ловецького клубу Александр провів 91 матч та забив 6 голів.
30 липня 2011 року захисник підписав контракт із футбольним клубом «Лудогорець», який тільки нещодавно зайняв перші місця у групах В та Б чемпіонату Болгарії. У першому ж сезоні у складі «орлів» Александр разом із командою зробив «золотий дубль», а також виграв національний суперкубок.

## Статистика виступів
| Клуб                            | Ліга              | Сезон             | Чемпіонат | Чемпіонат | Кубок | Кубок | Єврокубки | Єврокубки | Інші змагання | Інші змагання | Інші змагання | Всього | Всього |
| Клуб                            | Ліга              | Сезон             | Ігор      | ПМ        | Ігор  | ПМ    | Ігор      | ПМ        | Назва         | Ігор          | ПМ            | Ігор   | ПМ     |
| ------------------------------- | ----------------- | ----------------- | --------- | --------- | ----- | ----- | --------- | --------- | ------------- | ------------- | ------------- | ------ | ------ |
| «Лудогорець»                    | А                 | 13-14             | 7         | 0         | 1     | 0     | 5         | 0         | СБ            | 1             | 0             | 14     | 0      |
| «Лудогорець»                    | А                 | 12-13             | 14        | 3         | 2     | 0     | 2         | 0         | СБ            | 1             | 0             | 19     | 3      |
| «Лудогорець»                    | А                 | 11-12             | 29        | 3         | 3     | 0     | -         | -         | -             | -             | -             | 30     | 3      |
| «Лудогорець»                    | Всього            | Всього            | 50        | 6         | 6     | 0     | 7         | 0         |               | 2             | 0             | 65     | 6      |
| «Литекс»                        | А                 | 10-11             | 21        | 3         | 3     | 1     | 4         | 0         | -             | -             | -             | 25     | 3      |
| «Литекс»                        | А                 | 09-10             | 27        | 2         | 1     | 0     | 2         | 0         | -             | -             | -             | 29     | 2      |
| «Литекс»                        | А                 | 08-09             | 24        | 0         | 5     | 0     | 4         | 0         | -             | -             | -             | 16     | 0      |
| «Литекс»                        | Всього            | Всього            | 72        | 5         | 9     | 1     | 10        | 0         |               | 0             | 0             | 91     | 6      |
| «Родез»                         | 3Л                | 07-08             | 37        | 1         | 1     | 0     | -         | -         | -             | -             | -             | 38     | 1      |
| «Родез»                         | АЧФ               | 06-07             | 33        | 6         | 3     | 2     | -         | -         | -             | -             | -             | 36     | 8      |
| «Родез»                         | Всього            | Всього            | 70        | 7         | 4     | 2     | 0         | 0         |               | 0             | 0             | 74     | 9      |
| Всього за кар'єру               | Всього за кар'єру | Всього за кар'єру | 180       | 18        | 19    | 3     | 17        | 0         |               | 2             | 0             | 218    | 21     |
| Останнє оновлення 6 жовтня 2013 |                   |                   |           |           |       |       |           |           |               |               |               |        |        |

## Титули та досягнення

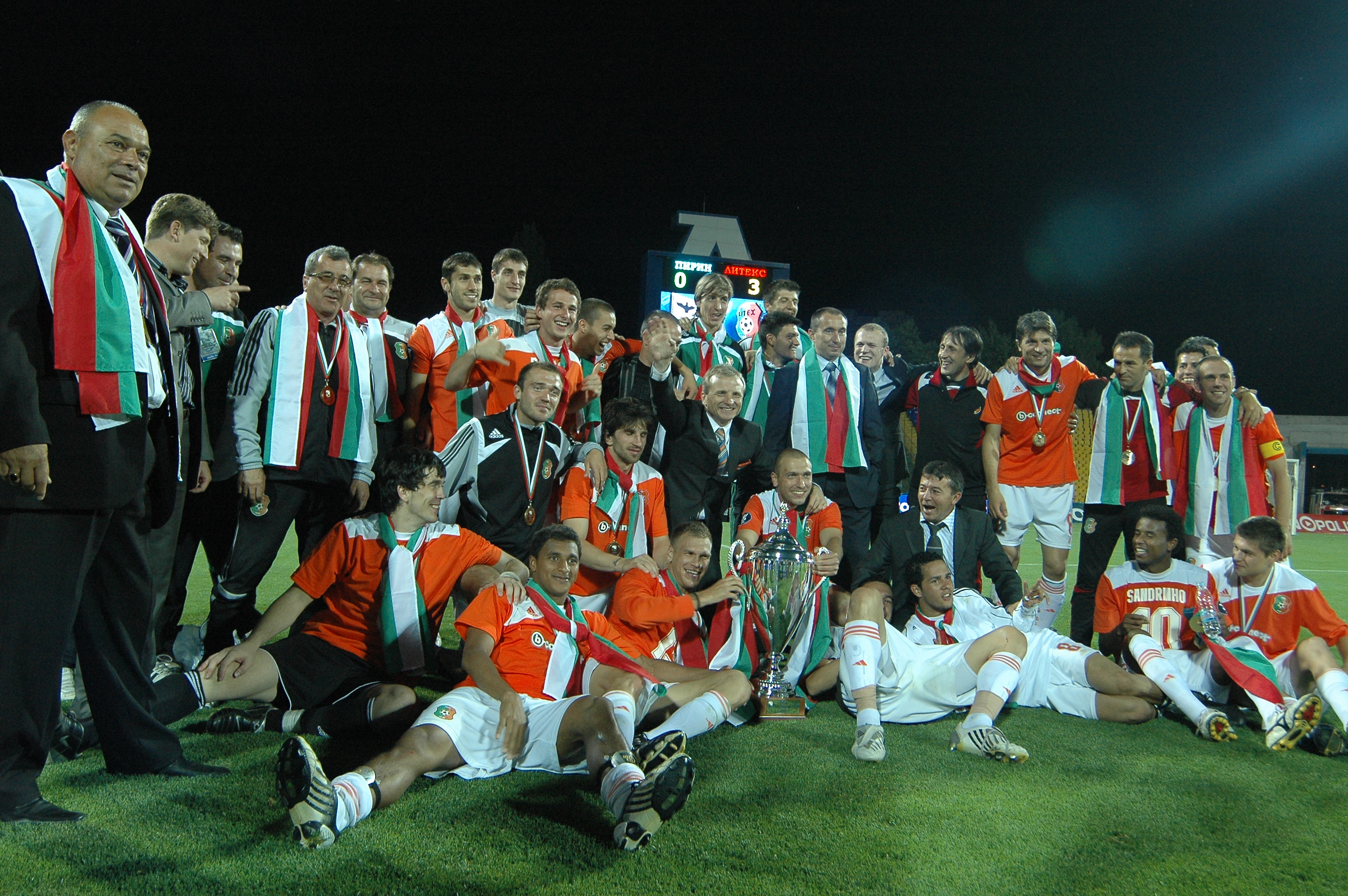
«Литекс» володар кубку Болгарії 2008—2009

### Франція
- «Родез»:
  -  Золотий призер аматорського чемпіонату Франції (1): 2006–2007.

### Болгарія
- «Литекс»:
  -  Золотий призер групи А чемпіонату Болгарії (2): 2009–2010, 2010–2011.
  -  Володар кубка Болгарії (1): 2008–2009.
  -  Півфіналіст кубка Болгарії (1): 2010–2011.
  -  Володар суперкубка Болгарії (1): 2010.
- «Лудогорець»:
  -  Золотий призер групи А чемпіонату Болгарії (4): 2011–2012, 2012–2013, 2013-14, 2014-15.
  -  Володар кубка Болгарії (2): 2011–2012, 2013-14.
  -  Володар суперкубка Болгарії (2): 2012, 2014.
  -  Фіналіст суперкубка Болгарії (1): 2013.